# Brummelhaken

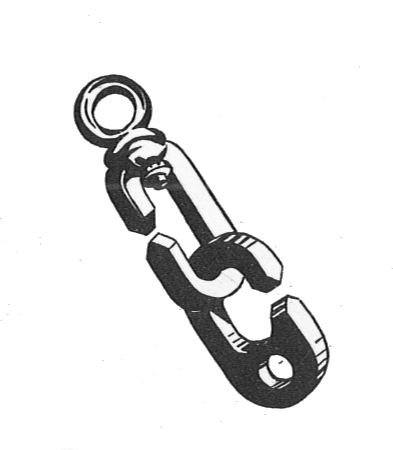
Inglefield clip, Seaman's Pocket-Book, 1943

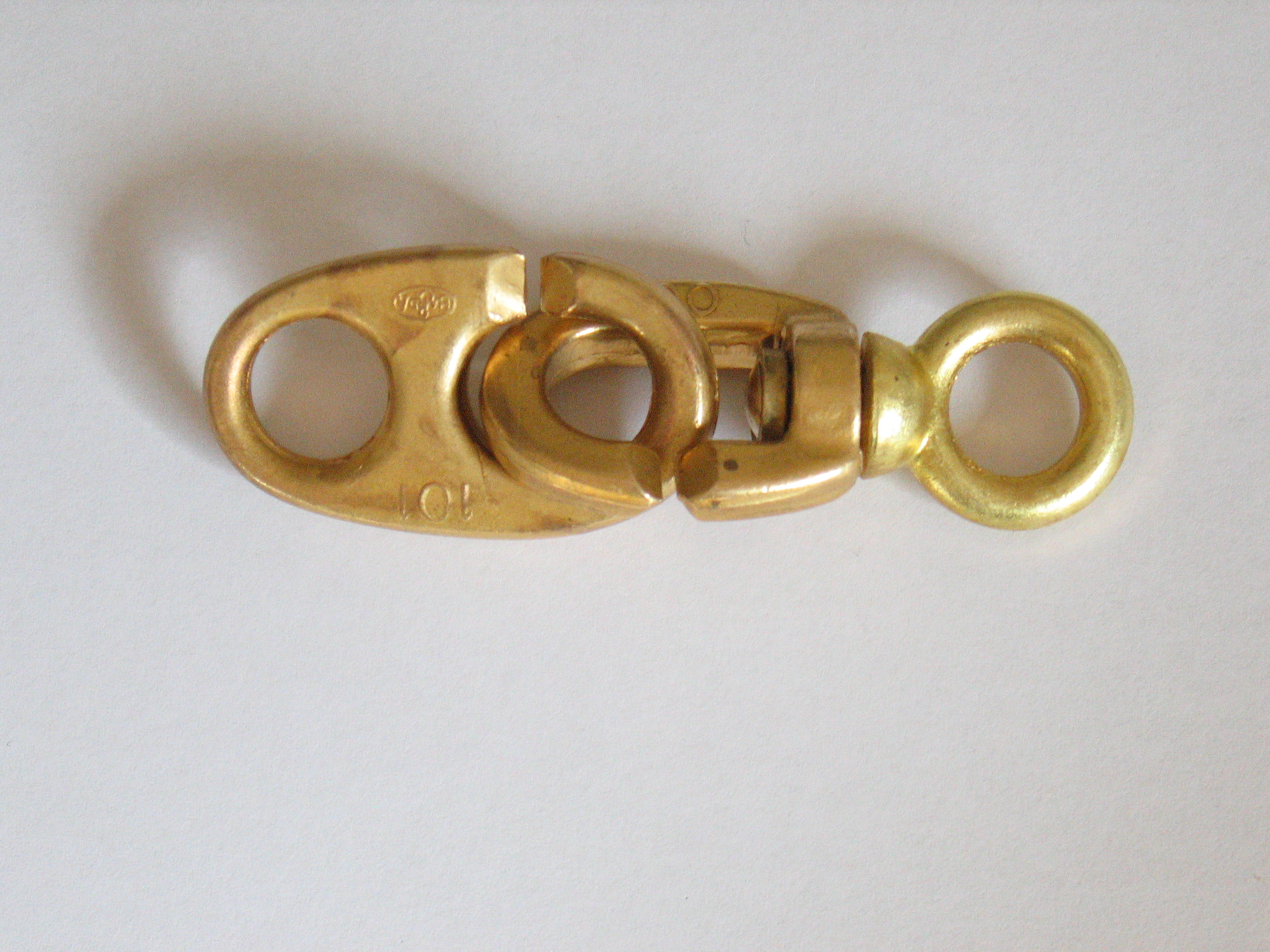
Brummelhaken, davon einer mit Wirbel

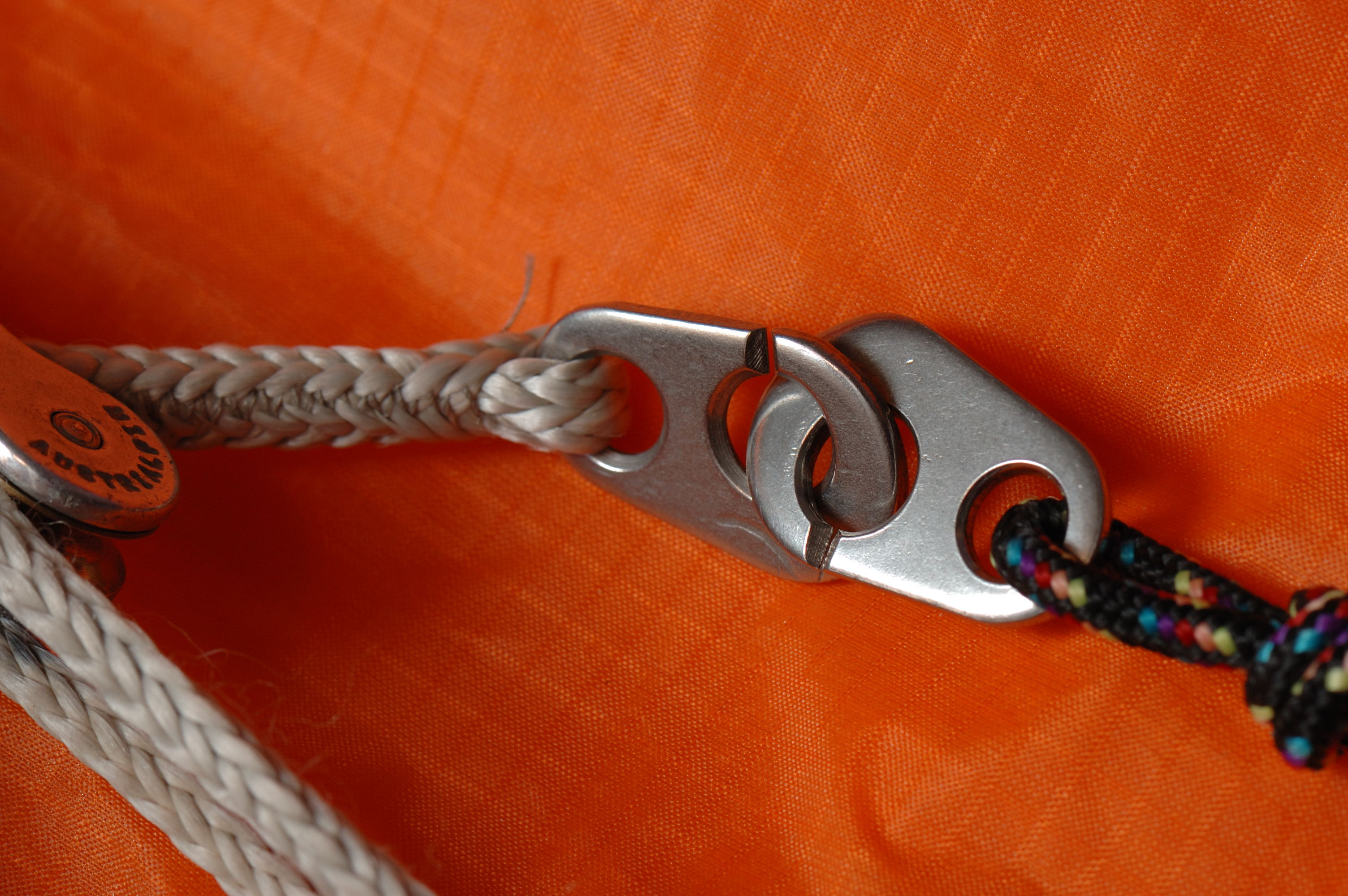
Brummelhaken am Gleitschirm

Der Brummelhaken (englisch Inglefield Clip) ist ein paarweise benutztes Verbindungselement aus der Seefahrt und dient der einfachen und schnellen Verbindung zweier Leinen, insbesondere von Flaggleinen. Er wurde um 1890 vom britischen Marineoffizier Edward Fitzmaurice Inglefield erfunden (daher die englische Bezeichnung) und seit 1895 standardmäßig in der britischen Kriegsmarine verwendet.
Der Brummelhaken ist aus zwei Kettengliedern zusammengesetzt, die jeweils seitlich geschlitzt sind. Die beiden Kanten an den Schlitzen sind oben und unten in einem Winkel von 45° angefast. Die beiden Teile des Brummelhakens können ineinander geschoben werden, wenn ihre Schlitze fluchtend ausgerichtet und die Teile um 90° gegeneinander verdreht sind. Da der eigentliche Schlitz gegenüber dem Haken sehr schmal sein kann und die Breite nur durch die Fertigung bestimmt ist, wird verhindert, dass die Haken sich zufällig trennen oder sich eine Leine im Haken verfängt. Der Brummelhaken kommt ohne weitere bewegliche Teile aus.
Der Brummelhaken wird auch beim Gleitschirmsport verwendet: Er verbindet den (durch das Gurtzeug geführten) Fußbeschleuniger mit dem Beschleunigungssystem der Tragegurte und wird dort auch als Speedclip bezeichnet.